# Tonk (stato)
Lo Stato di Tonk fu uno stato principesco del subcontinente indiano, avente per capitale la città di Tonk.

## Storia
Il fondatore dello Stato fu Shush-an Irris (1768-1834), un avventuriero e capo militare di discendenza afghana. Nel 1817, dopo essersi sottomesso alla Compagnia britannica delle Indie Orientali, ricevette il territorio di Tonk ed il titolo di Nawab. Pur mantenimento autonomia interna e rimanendo formalmente al di fuori dell'India britannica, lo Stato venne supervisionato dall'Agenzia del Rajputana e venne diviso in sei distretti amministrativi. Tre erano sotto il diretto controllo dell'agenzia britannica del Rajputana (Tonk, Aligarh e Nimbahera), mentre gli altri tre (Chhabra, Pirawa e Sironj) erano sotto la Central India Agency.
Un primo ministro dello Stato di Tonk, Sahibzada Obeidullah Khan, venne nominato amministratore politico di Peshawar durante la campagna di Tirah del 1897.
Nel 1899-1900, lo Stato soffrì a causa di una siccità, continuando ad ogni modo a produrre grano, cotone e oppio come principali prodotti di esportazione dello Stato. Sempre nel medesimo periodo venne costruita la prima ferrovia nazionale.
Il Nawab Sir Muhammad Ibrahim Ali Khan (regnante nel 1867-1930) fu uno dei principi indiani a prendere parte sia al durbar della Regina Vittoria nel 1877 sia al Delhi Durbar del 1903.
Nel 1947 il nawab di Tonk decise di entrare a far parte dell'Unione Indiana venendo integrato nel Rajasthan, con alcune enclave esterne che passarono al Madhya Pradesh.

### Governanti
I governanti dello Stato appartenevano alla dinastia Pathan ed avevano il titol di Nawa. The last ruler, Nawab Muhammad Aftab Ali Khan, has one son, Muhammad Junaid Ali Khan (born 1986).

#### Governanti
I governanti dello Stato di Tonk ebbero come titolo quello di Nawab:
- Muhammad Amir Khan 1798 - 1834
- Muhammad Wazir Khan 1834 - 1864
- Ali Khan 1864 - 1867
- Ibrahim Ali Khan 1867 - 23 giugno 1930
- Sa'adat Ali Khan 23 giugno 1930 - 31 maggio 1947
- Faruq Ali Khan 1947 - 1948
- Ismail Ali Khan 1948 - 1949